# Michalowskiya lutea
Michalowskiya lutea är en insektsart som beskrevs av Irena Dworakowska 1972. Michalowskiya lutea ingår i släktet Michalowskiya och familjen dvärgstritar. Inga underarter finns listade i Catalogue of Life.